# Приймаю бій
«Приймаю бій» — радянський молодіжний художній фільм 1963 року, який, пролежавши три роки «на полиці», був випущений на екран в 1965 році. Дебютна картина режисера Сергія Мікаеляна, за кіноповістю «Мрійники» Олексія Каплера, що вийшла в 1962 році.

## Сюжет
Почавши трудове життя на одному з великих заводів, герой опиняється під впливом кримінальників. Вчасно схаменувшись і отримавши підтримку колективу, Олексій пориває з бандою і вступає з нею в люту і безкомпромісну боротьбу…

## У ролях
- Юрій Бєркун — Альоша Уточкін
- Леонід Дьячков — Михайло Валєтов
- Ольга Лисенко — Ліза Максимова, бригадир
- Світлана Очкіна —  Зоя, робоча з бригади Максимової
- Павло Кашлаков —  Митя Іванов
- Василь Меркур'єв —  Сергій Сергійович, начальник цеху
- Ірина Губанова —  Тамара, робоча з бригади Максимової
- Наталія Дмитрієва —  Нюра, робоча з бригади Максимової
- Валентина Єгоренкова —  Маша, робоча з бригади Максимової
- Олег Бєлов —  Карасьов
- Юрій Овсянко —  Шурик
- Зоя Александрова —  мати Альоши
- Олександр Соколов —  вахтер заводу
- Гелій Сисоєв —  робітник-ливарник
- Федір Федоровський —  працівник заводського правління
- Гліб Флоринський —  працівник заводського правління
- Володимир Чобур —  директор заводу
- Лілія Гурова —  епізод
- Ігор Класс —  епізод
- Рудольф Фурманов —  епізод
- Володимир Марьєв —  епізод
- Олександр Момбелі —  епізод
- Володимир Васильєв —  Дон Кіхот уві сні Альоші

## Знімальна група
- Режисер — Сергій Мікаелян
- Сценарист — Олексій Каплер
- Оператор — Яків Склянський
- Композитор — Андрій Петров
- Художник — Борис Бурмістров